# Ходэри
Умасати-хико (яп. 海佐知毘古, 海幸彦) — в синтоизме — ками, мужское божество, из японской мифологии. Считается богом даров моря и божественным рыбаком. Он носит имя Ходэри (яп. 火照) в Кодзики и Хосусэри/Хо-но-сусэри (яп. 火酢芹) или  Хо-но-сусори (яп. 火闌降) в Нихон Сёки. Он появляется вместе со своим младшим братом Ямасати-хико (он же Хоори) в мифе про «Хоори и Ходэри». Согласно «Кодзики», Умасати-хико или Ходэри был старшим сыном бога Ниниги но Микото и цветочной принцессы Коноханасакуя-химэ, которая родила тройняшек во время ею же устроенного пожара родильных покоев. Ходэри является правнуком богини Аматэрасу, и двоюродным дедом первого японского императора Дзмму.

## Рождение
Цветочная принцесса Коноханасакуя-химэ («Цветущая принцесса, сверкающая, как цветы»), дочь бога гор Оямацуми, старшего брата Аматэрасу, объявила о своей беременности после одного дня супружеских отношений с Ниниги но Микото, внуком Аматэрусу. Ниниги не поверил, что ребёнок от него и сказал: «Сакуя-химэ за одну ночь забеременела. Это дитя не мое. Наверное, это дитя земного бога». Обиженная и оскорблённая подозрениями, принцесса решила доказать отцовство Ниниги, подвергнув себя испытанию огнём. Она заявила, что замурует себя в покоях для рождения ребёнка и подожжёт их, затем заявив, что ни один ребёнок не сможет этого пережить, если только он не потомок небесных богов, как Ниниги. Она родила в горящих покоях своих трех сыновей: Ходэри-но микото, Хосусэри-но микото и Хоори-но микото. Мать и дети не пострадали во время пожара, что доказало верность Коноханасакуя-химэ её мужу, и Ниниги но Микото устыдился своих подозрений.

## Миф «Хоори и Ходэри»

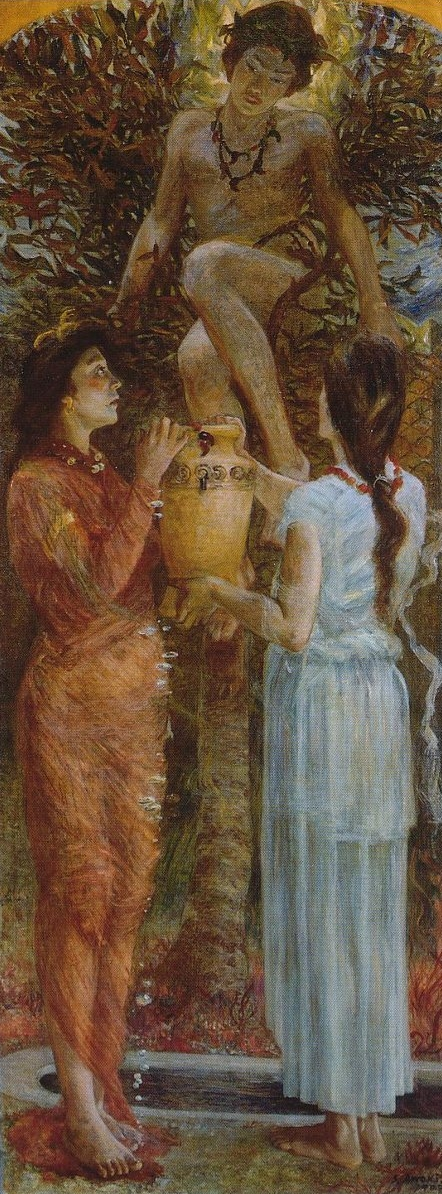
Рай под морем (わだつみのいろこの宮) картина работы Сигэри Аоки (1907 год), музей искусств Исибаси, Куруме, Фукуока.

Ходэри вырос и стал красивым юношей вместе со своим братом Хоори. Их отец Ниниги но Микото завещал своему старшему сыну Ходэри магический рыболовный крючок с силой морской удачи, а младшему Хоори магический лук с силой охотничьей удачи, чтобы оба сына добились успеха, каждой в своём ремесле. С даром волшебного крючка Ходэри провёл большую часть своих дней, ловя рыбу, в чём он сильно преуспел. Ходэри увидел, что его брат Хоори с его даром может ходить в лес охотиться в дождь, тогда как он не может отправлять свою лодку, чтобы ловить рыбу во время любого шторма, сильного дождя или волнений на море. Зависть одолела Ходэри, и он стал настаивать, что его брат имеет лучший из двух даров, а он, будучи старшим из двух братьев, должен иметь лучший из двух даров. Ходери стал вынуждать брата обменяться дарами, чтобы Ходэри получил магический лук и стал охотником, а Хоори получил магический крючок и стал рыбаком. Хоори согласился на обмен, дабы угодить своему старшему брату.
Пока Ходэри охотился в горах, его младший брат Хоори, провёл весь день на рыбалке, но он не поймал ни одной рыбы, и что ещё хуже — потерял магический рыболовный крючок. В течение этого времени Ходэри целый день охотился в лесу с помощью магического лука, и каждый раз, когда он стрелял из магического лука, стрела попадала мимо намеченной цели. Разочарованный и разъяренный, Ходэри потребовал, чтобы Хоори снова с ним обменялся волшебными дарами, таким образом вернув их законным владельцам. Хоори рассказал своему старшему брату, что он потерял волшебный крючок. Услышав эту новость, Ходэри пришёл в ярость и потребовал, чтобы Хоори нашёл и вернул ему магический рыболовный крючок. Хори не смог найти магический крючок своего брата, и чтобы возместить ущерб взял свой собственный меч, который был на нём, и разбил его на множество кусков. С помощью фрагментов своего меча Хоори изготовил 500 рыболовных крючков, которые он подарил своему брату. Отсутствие магического рыболовного крючка ещё больше разозлило Ходэри, и он стал угрожать убийством Хоори, собственного брата, если он не найдёт его магический крючок.
Хоори сидел на пляже, горько плача, и ему на помощь пришел Сиоцути-но-одзи («Бог приливов»). Он построил ему небольшой корабль, который получил впоследствии имя «манасикацума» (无間勝間, 間なし勝間), и отправил его в путешествие в подводный дворец рюгу-дзё бога Ватацуми (бога моря, которого часто называют богом драконом). Там он встретился с дочерью Морского Бога, принцессой Тоётама-химэ, и женился на ней. Через три года он вспомнил своего брата и историю с магическим рыболовным крючком и очень захотел вернуться домой.
Хоори рассказал про историю с крючком и братом своему свекру богу Ватацуми, который вызвал всех рыб в море в свой дворец, и вскоре нашёл потерянный магический рыболовный крючок в горле краснопёрого пагеля и вернул его Хоори. Ватацуми подарил своему новому зятю два волшебных шара: один, чтобы поднять прилив, а другой, чтобы вызвать отлив, и наложил заклинание на магический рыболовный крючок, которое принесет несчастье его пользователю. Также он дал дополнительно, стратегические советы, которые помогут Хоори получить преимущество в споре со своим старшим братом.
Ходэри, увидев, что его брат вернулся домой, напал на него, но Хоори отразил его нападение с помощью своих двух волшебных магических шаров, один из них вызвал стильный прилив, который почти захлестнул с головой Ходэри. Тонущий из-за прилива Ходэри, умолял своего брата спасти его, поэтому Хоори использовал второй магический шар, который вызвал отлив и таким образом спас жизнь своего брата . Будучи спасённым Хоори, Ходэри поклялся своему брату, что он, его дети и все потомки будут служить ему всю вечность. Считается что народ хаято являлся потомком Ходэри.

## РождениеУгаяфукиаэдзу но Микото[13]
Когда Тоётама-химэ забеременела в подводном дворце рюгу-дзё, расположенном в самом глубоком месте океана, она решила не рожать сына в океане и отправилась на берег. Хоори и Тоётама-химэ построили дом на берегу, в котором она могла бы родить, с крышей из перьев баклана, а не из соломы. Однако когда они заканчивали крышу дома, она начала рожать.
Перед тем как Тоётама-химэ начала рожать, она сказала Хоори, что все существа, находящиеся не в своей стране, во время родов принимают свою первоначальную форму, чтобы он не смог смотреть на неё во время родов. Хоори подумав, что слова Тоётама-химэ звучат странно, решил подсмотреть через не законченную до конца крышу дома за родами жены, но вместо супруги увидел морское чудовище и от испуга сразу же убежал. От такого позора Тоётама-химэ сбежала обратно в океан, оставив после себя на берегу своего новорожденного сына, которого она назвала «Угаяфукиаэдзу но Микото», и решила отправить свою младшую сестру Тамаёри-химэ, чтобы та растила его. Другая легенда гласит, что Тоётама-химэ бросила ребёнка на берегу, и плач новорождённого достиг ушей Тамаёри-химэ, и она решила вырастить ребёнка сама.
Когда Угаяфукиаэдзу но Микото достиг совершеннолетия, он женился на своей тëте-воспитательнице Тамаёри-химэ, которая родила ему четырёх сыновей — Ицусэ-но микото, Инахи-но микото, Микэну-но микото и Каму-ямато Иварэ-бико но микото. Микэну-но микото отправился в «Токоё», Инахи-но микото вернулся в океан, чтобы быть со своей матерью, в то время как Ицусэ-но микото и Каму-ямато Иварэ-бико но микото будут сражаться, чтобы объединить Японию, и последний станет первым императором Японии. Самый младший из братьев стал первым японским правителем — Императором Дзимму.
В «Нихонги» раздел «Эпоха Богов» (камиё(神代)) заканчивается именно здесь, и за ним следуют разделы под названиями правления каждого Императора.